# Elektrozylinder

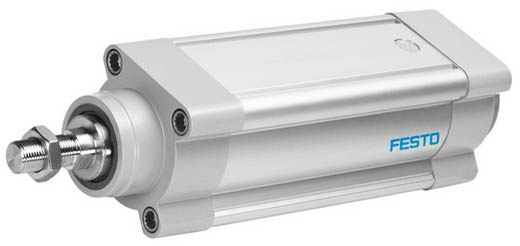
Festo Elektrozylinder ESBF.
Ein Elektrohubzylinder, welcher nach dem Prinzip einer mittels Elektromotor angetriebenen Gewindespindel mit Leitmutter arbeitet

Elektrozylinder, auch Elektrohubzylinder genannt, sind elektromotorisch betriebene Verstellaggregate, die ein Schubrohr linear aus- und einfahren können. Elektrozylinder bilden eine konstruktive Alternative/Ergänzung zu Pneumatikzylinder und Hydraulikzylinder. Elektrozylinder gibt es in unterschiedlichen Größen für unterschiedliche Kräfte und Einsatzgebiete. Sie gehören zur Gruppe der elektromechanischen Maschinenbaukomponenten.

## Richtlinien für Elektrozylinder
Im Sinne der EG-Maschinenrichtlinie handelt es sich beim Elektrozylinder um eine Maschine, die für den nachträglichen Einbau in Gesamtsysteme bestimmt ist (Richtlinie 98/37/EG – Anhang II B).
Weiterhin greift die EU-Richtlinie zur elektromagnetischen Verträglichkeit 89/336/EWG. (Stand: Januar 2008)

## Technische Beschreibung
Als Antrieb dient ein Elektromotor, der meistens an ein Getriebe gekoppelt ist. Der Abtrieb des Getriebes ist über eine Kupplung mit einer Gewindespindel verbunden. Mit der Gewindespindel wird eine Leitmutter angetrieben, die ihrerseits mit dem Schubrohr fest verbunden ist. Über den Rechts-/Linkslauf des Motors wird das Schubrohr ein und ausgefahren. Abgestützt und geführt wird das Schubrohr vom Standrohr, welches fest mit dem Getriebegehäuse verbunden ist. Begrenzt wird die Schubrohrbewegung (der Hub) durch integrierte Endschalter in der jeweiligen Endlage. Je nach Ausführung können Elektrozylinder für Zug- und/oder Druckkräfte geeignet sein.

## Einsatzgebiete
Häufige Anwendungen finden sich in der Medizintechnik, Agrartechnik, Medientechnik und im Maschinenbau. Zylinder mit erhöhter Schutzart (bis IP66) können im Außenbereich eingesetzt werden.
In medizintechnischen Anwendungen werden Elektrozylinder für Verstellungen von Pflege- und Klinikbetten, Untersuchungsliegen, medizinische Einrichtung wie Bestrahlungsgeräte und Röntgensysteme etc. verwendet (hierfür wird i. d. R. eine medizinische Prüfung nach EN 60601-ff. vom Hersteller verlangt).
Ein typisches Einsatzgebiet im Außenbereich findet sich in der Agrartechnik, so als Verstellung von Hilfsgestängen für Düngungs- und Ernteeinrichtungen, Siebverstellungen bei Mähdreschern und Schnittbreiteneinstellungen.
Für Seminarräume wie auch im privaten Bereich dienen sie dem Ausrichten von Beamern, Displays und Overhead-Projektoren.
Im Maschinenbau dienen Elektrozylinder zur Formatverstellung bei Bearbeitungsmaschinen, als Stellantrieb für Zusatzaggregate innerhalb von Maschinen und als fernbedienbare Manipulatoren in Gefahrenbereichen.
In Gebäuden werden Fenster, insbesondere Oberlichter, Dachfenster und Lichtkuppeln mit Elektrozylindern geöffnet und geschlossen. Elemente des Rauch- und Wärmeabzugs werden manuell und automatisch gesteuert geöffnet.

## Vorteile
Die wichtigsten Elemente eines Elektrozylinders (Motor, Getriebe, Spindel, Endschalter) sind in einer Bauform kompakt zusammengefasst und erlauben dadurch meist unkomplizierte Integrationen in Gesamtkonstruktionen.
Die Installation gilt als recht einfach, da lediglich Stromleitungen benötigt werden. Dadurch ergibt sich im Vergleich zu Luftschläuchen für Pneumatikzylinder und Hochdruckschläuchen für Hydraulikzylinder ein Kostenvorteil.
Im Stillstand benötigen Elektrozylinder keine Energie, da sie meist über mechanische Selbsthemmung verfügen. Dadurch ergibt sich ein weiterer Kostenvorteil, der je nach Gebrauchshäufigkeit als erheblich eingestuft werden kann.
Die Verfahrbewegung kann stufenlos eingestellt werden, so kann innerhalb der Hublänge jede Position angefahren werden. 
Die Signale der integrierten Endschalter sind ausführbar und einfach in den Regelkreis einer übergeordneten SPS-Steuerung integrierbar.
Leckagen, wie bei Pneumatik und Hydraulik prinzipiell möglich, treten bei Elektrozylindern konstruktionsbedingt nicht auf.

## Nachteile
Gegenüber Hydraulik- und Pneumatikzylindern ist die Einschaltdauer oftmals begrenzt. Für den ständigen Betrieb sind nur wenige Elektrozylinder ausgelegt. Außerdem ist die Geschwindigkeit des Schubrohres (der Kolbenstange) bei Hydraulik- und Pneumatikzylindern höher und für kurze Taktzeiten besser geeignet. Gegenüber Hydraulikzylindern ist die Zug-/Druckkraft bei Elektrozylindern in der Regel weniger hoch.